# Anguila jardinera
L'anguila jardinera (Heteroconger longissimus) és una espècie de peix pertanyent a la família dels còngrids.

## Descripció
- Pot arribar a fer 51 cm de llargària màxima.
- Nombre de vèrtebres: 157-165.[6][7]

## Alimentació
Menja plàncton i detritus.

## Hàbitat
És un peix marí, associat als esculls i de clima tropical que viu entre 10 i 60 m de fondària (normalment, entre 20 i 60).

## Distribució geogràfica
Es troba a l'Atlàntic oriental (Madeira, les illes Canàries i el Senegal) i l'Atlàntic occidental (les Bahames, Florida, les Antilles, la península de Yucatán, Belize, Hondures i el Brasil).

## Observacions
És inofensiu per als humans.